# Usnea inermis
Usnea inermis är en lavart som beskrevs av Motyka. Usnea inermis ingår i släktet Usnea och familjen Parmeliaceae.   Inga underarter finns listade i Catalogue of Life.